# Alpha Sports ASP380
De Alpha Sports ASP380 was een kleine sportwagen van Australische autofabrikant Alpha Sports, gebaseerd op de Britse Lotus Seven. Uiterlijk doet de wagen wat aan donor-landgenoot Morgan denken.
De ASP380 is een tweedeurs roadster met twee plaatsen en een 3.8 V6 motor van de Amerikaanse General Motors-dochter Buick. De motor ontwikkelt 155 kW, de wagen in zijn geheel weegt 950 kg.

## Versies
Enige versie is de 3.8 V6.

### 3.8 V6
| Technische specificaties Alpha Sports ASP380 3.8 V6 | Technische specificaties Alpha Sports ASP380 3.8 V6 |
| --------------------------------------------------- | --------------------------------------------------- |
| plaatsen                                            | 2                                                   |
| motor                                               | 3.8 V6 van Buick (Buick 3.8)                        |
| vermogen                                            | 155 kW                                              |
| gewicht                                             | 950 kg                                              |
| koetswerk                                           | tweedeurs roadster                                  |

Huidig: ASP320 · ASP330 · ASP340 · ASP350 · Bacchus

Vroeger: ASP380 · ASP570